# Frithjof Paulsen
Frithjof Antonius Paulsen (* 20. November 1895 in Oslo; † 28. Juni 1988 ebenda) war ein norwegischer Eisschnellläufer.

## Werdegang
Paulsen, der für den Oslo SK startete, wurde in den Jahren 1917 und 1918 jeweils Vierter und 1920 Zweiter bei der norwegischen Meisterschaft. Im Winter 1922/23 lief er bei der Mehrkampf-Weltmeisterschaft 1923 in Stockholm auf den neunten Platz, bei der Mehrkampf-Europameisterschaft in Hamar und bei der norwegischen Meisterschaft jeweils auf den siebten Rang. Im folgenden Jahr belegte er bei der Mehrkampf-Europameisterschaft in Oslo den 13. Platz, bei der norwegischen Meisterschaft den sechsten Rang und bei den Olympischen Winterspielen 1924 in Chamonix den siebten Platz über 5000 m, sowie den vierten Rang über 10.000 m. Bei der Mehrkampf-Weltmeisterschaft 1925 in Leningrad errang er den 17. Platz und bei der nordischen Meisterschaft 1926 den 14. Platz.

## Persönliche Bestleistungen
| Disziplin | Zeit        | Datum            | Ort       |
| --------- | ----------- | ---------------- | --------- |
| 500 m     | 46,9 s      | 17. Januar 1920  | Oslo      |
| 1000 m    | 1:41,4 min  | 14. Februar 1926 | Stockholm |
| 1500 m    | 2:26,0 min  | 18. Januar 1920  | Oslo      |
| 5000 m    | 8:40,7 min  | 17. Januar 1920  | Oslo      |
| 10.000 m  | 18:03,8 min | 3. Februar 1923  | Hamar     |